# Marchand (St. Lucia)
Marchand ist ein Ort im Quarter (Distrikt) Castries im Westen des Inselstaates St. Lucia in der Karibik. 

## Geographie
Der Vorort der Hauptstadt Castries liegt südöstlich des Stadtzentrums und südlich des Castries River. im Süden schließt sich Arundel Hill an. Im Gebiet liegt das Marchand Playing Field und der Mindoo Philip Park.
Im Ort befinden sich die Kirchen Marchand SDA Church und Sacred Heart Parish Marchand (katholisch).